# Monte Chierico
Il monte Chierico è una montagna delle Alpi e Prealpi Bergamasche alta 2.535 m. È situato nelle Alpi Orobie, nel territorio amministrativo del comune di Carona, in alta val Brembana, in provincia di Bergamo. La sommità ha una particolare forma allungata che divide la val Carisole dalla val Sambuzza, e a nord si collega alla cresta che unisce il corno Stella al passo di Publino e poi al pizzo Zerna. La pancia est del monte ospita i laghi di Caldirolo. Il Monte Chierico offre una panoramica sulla val Carisole, silla val Sambuzza, sul pizzo Zerna, sul monte Masoni, sul pizzo del Becco e su Carona.

## Accessi
Questo itinerario è stato percorso in gennaio con l'ausilio di sci da alpinismo e ramponi.
Per raggiungerlo si prende il sentiero per il rifugio Fratelli Calvi (strada carrabile parzialmente cementata in alcuni tratti), si attraversa l'abitato di Pagliari e si prosegue lungo la carrabile. Si passa una cascata e poco più avanti, passato un doppio tornante, si lascia la carrabile e, in prossimità della fontanella, si prende il sentiero a sinistra in direzione val Sambuzza / passo di Publino.
Si prosegue lungo il sentiero attraverso un bosco e si passano diverse baite fino a superare definitivamente l'ultimo tratto di bosco in prossimità del Baitone.
Il sentiero prosegue su per la val Sambuzza fino al bivio col sentiero che, sulla sinistra, si dirige verso la val Carisole. Si prosegue lungo il sentiero fino alla cresta dove si risale fino in vetta.
Un'altra via d'accesso prevede la risalita partendo sempre da Carona su per la val Carisole, dove sono situati degli impianti di risalita collegati con gli adiacenti impianti di Foppolo.

## Galleria d'immagini

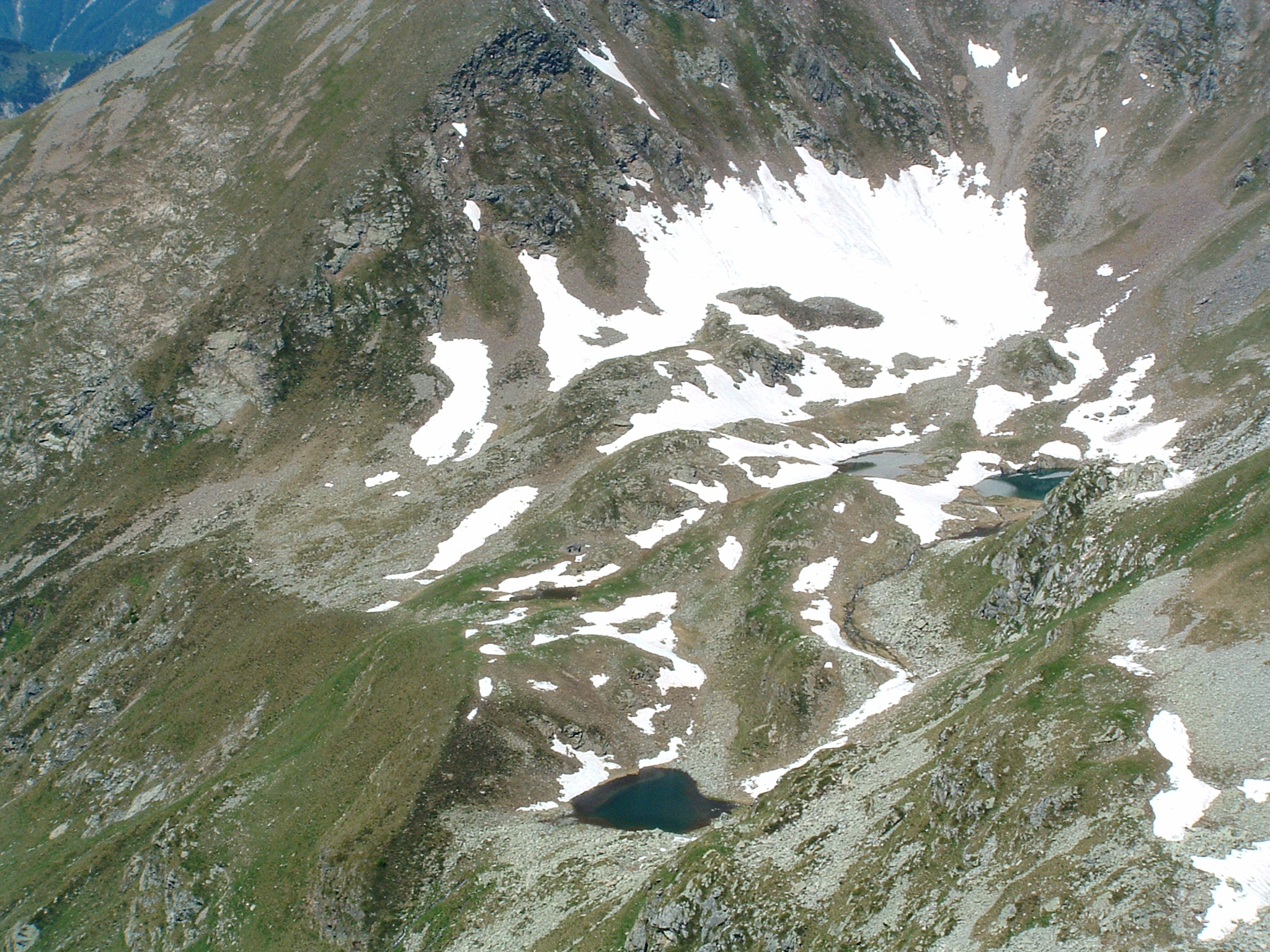
I Laghi di Caldirolo che si adagiano sul lato est del monte
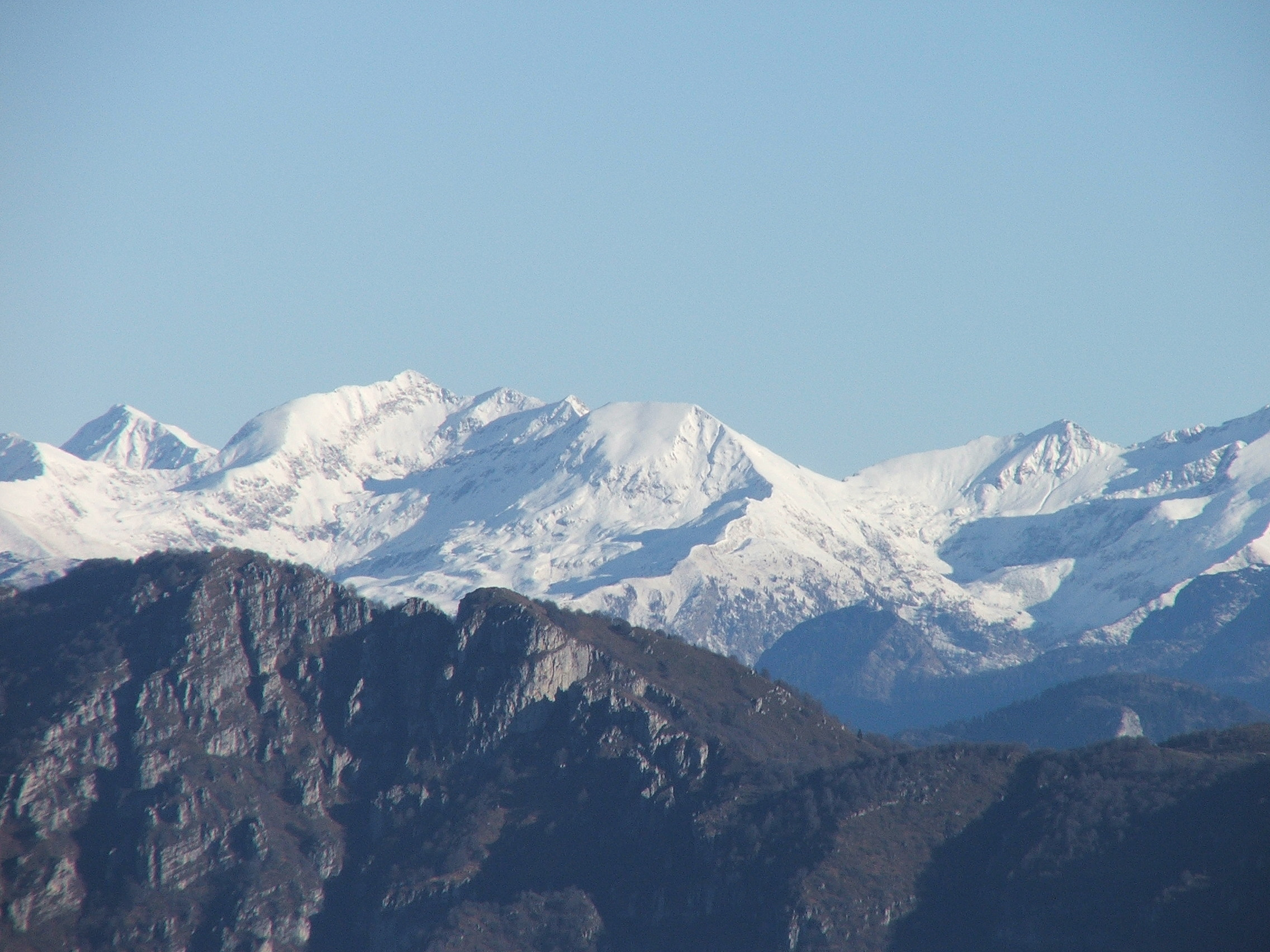
Il  monte  Chierico visto dal monte Linzone